# Krems II
Pour les articles homonymes, voir Krems.
Krems II est une commune allemande du Schleswig-Holstein, située dans l'arrondissement de Segeberg (Kreis Segeberg), à sept kilomètres au nord-est de la ville de Bad Segeberg. Krems II est l'une des 27 communes de l'Amt Trave-Land dont le siège est à Bad Segeberg.